# Lucien Coupet
Lucien Coupet, né le 4 octobre 1888 à Issoudun (Indre) et mort le 16 janvier 1969 à Châteaufort (Yvelines), est un aviateur et pilote d'essai français.

## Biographie
Lucien Coupet débute dans la vie active comme mécanicien. Passionné très tôt par la serrurerie, il est compagnon du tour de France dans cette spécialité. En octobre 1909, il est appelé au 2e Régiment d’Artillerie coloniale, jusqu'en 1911. De retour à la vie civile, il travaille chez De Dion-Bouton. Le 2 février 1914 il s’engage dans l’aviation comme mécanicien. Il obtient son brevet de pilote militaire le 29 janvier 1915, avec le grade de caporal. Après l’école de Saint-Cyr, il est affecté à l’escadrille F 25, avec son frère Léon (né en 1883). Ensemble, ils accomplissent 160 missions, dont 145 de nuit, et livrent onze combats aériens. Mécaniciens tous les deux, ils mettent au point une tourelle comportant une mitrailleuse Hotchkiss de 8 mm qui équipera plusieurs appareils. Le 7 juillet 1917, aux environs de Trèves, leur Farman F.60 est abattu par la DCA allemande et les frères sont faits prisonniers. Léon, blessé, est hospitalisé, Lucien attendra la fin de la guerre au camp de Butow, en Poméranie, malgré une tentative d’évasion. Il a le grade de sous-lieutenant, la Croix de guerre, la Médaille militaire et quatre citations.
Après la guerre, il entre en avril 1919 chez le fabricant aéronautique Farman. Il assure la réception des nouveaux appareils et la direction d’une école de pilotage. La promotion des constructeurs se fait alors grâce aux records et aux raids. Coupet participe donc à de nombreux raids et établit seul des records d’altitude, de vitesse, de durée.
En 1919, il tente comme copilote un Paris-Dakar, avec Lucien Bossoutrot, sur un Farman Goliath. Son frère Léon Coupet est mécanicien, avec Jousse et Mulot, et l’appareil emmène trois passagers. L’ancien bombardier est victime d’une défaillance technique et en se posant sur une plage en pente, il se brise dans la mer après Port-Étienne. Équipage et passagers, sains et saufs, sont retrouvés après cinq jours de recherches.
Jusqu’en 1923, il est chargé de la création à Cuba, avec du matériel Farman, de la Compagnie cubaine de transport aérien. À son retour, il est nommé pilote d'essai. Il participe, avec les pilotes Marcel Lalouette et Joanny Burtin, à la mise au point de la méthode établie par Lucien Rougerie pour le pilotage sans visibilité (PSV).
Il bat un record de durée (37 h 59 min) en 1924. Plusieurs records d’altitude successifs : 7 507 m avec une charge de 2 000 kg, le 28 avril 1931 avec un Farman 160 équipé de deux moteurs Farman 12 W.E. de 500 chevaux de puissance ; 6 649 m avec 5 000 kg de charge, en 1934.
De 1949 à fin 1954, il est directeur de l’aérodrome d’essais de Melun-Villaroche, avec son lot d'émotions fortes liées aux essais de prototypes. Ainsi, le 6 juillet 1952, il organise la présentation de onze prototypes français à une importante mission brésilienne (16 personnes), qui comprend entre autres le ministre de l’Aéronautique, un député, un sénateur. Léon Bourrieau pilote le Fouga CM.8 R.9 Cyclope, monoplace acrobatique équipé d’un réacteur Turbomeca Palas de 160 kg de poussée. Lors de la ressource suivant un piqué, un des plans de l’empennage en V se replie subitement. Léon Bourrieau évacue l’appareil incontrôlable. À seulement 300 mètres d’altitude, il a le réflexe salvateur d’ouvrir immédiatement son parachute, et atterrit à 200 mètres de la tribune officielle sous les applaudissements de l’assistance. Lucien Coupet, accouru, le serre dans ses bras,.
Il prend sa retraite en 1955.

## Distinctions
- Grand officier de la Légion d'honneur (décret du 30 décembre 1963, remis le 10 juillet 1964 par le président de la République Charles de Gaulle)[4]
  - commandeur par décret du 8 août 1935[4]
  - officier par décret du 19 février 1927[4]
  - chevalier par décret du 23 février 1917[4]
- Médaille militaire
- Croix de guerre 1914-1918 avec 7 palmes

### Sources
- Page sur Lucien Coupet